# Étienne Chatiliez
Étienne Chatiliez, né le 17 juin 1952 à Roubaix, est un réalisateur et scénariste français.

## Biographie

### Enfance
Étienne Chatiliez est né le 17 juin 1952 à Roubaix de Pierre Chatiliez, assureur, et Denise Rateau, et grandit à Marcq-en-Barœul avec un frère et une sœur aînés. Il étudie au lycée Yves-Kernanec à Marcq-en-Barœul.

### Carrière
Étienne Chatiliez a été d'abord rédacteur pour la radio puis pour une agence de publicité,. Par la suite, il réalise de nombreuses publicités pour la télévision (notamment pour Éram, dont les spots lui valent plusieurs récompenses) ; puis, il se tourne vers le cinéma,.  En 1987,  il réalise une publicité pour le papier toilette "Le Trèfle parfumé".
Son premier film La vie est un long fleuve tranquille en 1988, très bien accueilli par la critique et le public, obtient les César de la Meilleure première œuvre et du Meilleur scénario et d'excellents résultats au box-office. Le succès couronne aussi Tatie Danielle en 1990. En 1995, Le bonheur est dans le pré avec Eddy Mitchell et Michel Serrault est nommé au César du Meilleur film et Chatiliez à celui du Meilleur réalisateur. En 1998, dans Doggy Bag, il apparaît pour la première fois en tant qu'acteur. En 2001, il réalise Tanguy, film culte et illustration du phénomène Tanguy.
Ses films suivants, La confiance règne avec Cécile de France et Vincent Lindon, Agathe Cléry avec Valérie Lemercier et L'Oncle Charles avec Eddy Mitchell et Valérie Bonneton, sont des échecs commerciaux.
En 2018, il retrouve Sabine Azéma, André Dussollier et Éric Berger pour une suite de son film de 2001 intitulée Tanguy, le retour.

## Décorations
- Officier de l'ordre des Arts et des Lettres (2002)[8]

## Filmographie
- 1986 : Super Timor[9] (spot publicitaire)
- 1988 : La vie est un long fleuve tranquille (4 César dont meilleure première œuvre et meilleur scénario)
- 1990 : Tatie Danielle
- 1995 : Le bonheur est dans le pré
- 2000 : La Famille médicament (court métrage inclus dans Scénarios sur la drogue)
- 2001 : Tanguy
- 2004 : La confiance règne
- 2008 : Agathe Cléry
- 2012 : L'Oncle Charles[10]
- 2019 : Tanguy, le retour

## Box-office réalisateur
| Film                                 | Box-office mondial |
| La vie est un long fleuve tranquille | 4 088 239 entrées  |
| Tatie Danielle                       | 2 151 463 entrées  |
| Le bonheur est dans le pré           | 4 931 227 entrées  |
| Tanguy                               | 4 310 477 entrées  |
| La confiance règne                   | 494 712 entrées    |
| Agathe Cléry                         | 1 252 822 entrées  |
| L'Oncle Charles                      | 295 669 entrées    |
| Tanguy, le retour                    | 1 054 431 entrées  |
| Total                                | 18 579 040 entrées |